# 3512 Еріепа
3512 Еріепа (3512 Eriepa) — астероїд головного поясу, відкритий 8 січня 1984 року.
Тіссеранів параметр щодо Юпітера — 3,576.